# Antoni II Boncompagni-Ludovisi
Antoni II Boncompagni-Ludovisi (Roma 16 de juny de 1735 - 26 d'abril de 1805), fou fill de Gaietà I Boncompagni-Ludovisi. Va succeir al seu pare en els títols i especialment com a príncep regnant del Piombino.
A causa de les guerres napoleòniques, pel Tractat d'Amiens del 1801 fou deposat i desposseït del seu principat (21 de març de 1801) però fins a la seva mort el 1805 va conservar els títols de príncep de Venosa i del sacre imperi, duc de Sora i Arce, marquès de Vignola i de Populonia, comte de Conza i senyor de Scarlino, Populonia, Vignale, Abbadia del Fango, Suvereto, Buriano, Elba, Montecristo, Pianosa, Cerboli i Palmaiola.
Es va casar el 25 d'abril de 1757 amb Giacinta Orsini, filla de Domenico Orsini duc de Gravina, que va morir el 1759 sense fills; es va casar per segona vegada amb Vittoria Sforza Cesarini, filla de Sforza Giuseppe I príncep de Genzano, que va morir el 1778. D'aquest darrer matrimoni van néixer tres fills: Anna Eleonora (1763-1767) i Lluís Maria Boncompagni-Ludovisi, el successor nominal i Josep.